# Стефи Борнщайн
Стефани (Стефи) Борнщайн (на немски: Stefanie (Steffi) Bornstein) е чешка психоаналитичка.

## Биография
Родена е през 1891 година в Краков, Полша, в семейството на инженера Гетцел Борнщайн. Семейството се премества в Берлин, когато Стефи е само на шест години. Тя започва да работи като социалнa работничка до 1924 г., когато започва психоаналитичното си обучение, подобно на сестра си Берта Борнщайн. В Берлин започва обучителна анализа с Жосин Мюлер, а през 1930 става членка на Немското психоаналитично общество. През 1933 г. нацистите идват на власт в Германия и Стефи Борнщайн емигрира в Прага, където помага за организирането на Психоаналитичното общество на Прага. Там провежда семинари на различни теми, където разглежда проблемите на педагогиката, образованието, психологията, развитието на инфантилната сексуалност, преподава и психоанализа.
През 1936 г. се омъжва за друг психоаналитик Емануел Виндхолц, за да придобие чешко гражданство. През 1939 г., след избухването на Втората световна война, Стефи Борнщайн все пак остава в Чехия, въпреки навлизането на нацистите. Тя е последният председател на Психоаналитичното асоциация в Прага. Същата година умира от инфаркт на 48-годишна възраст.